# Bertha Mkhize
Bertha Mkhize, née le 6 juin 1889 et morte le 3 octobre 1981 en Afrique du Sud, est une enseignante sud-africaine d'origine zouloue, membre de la Ligue des femmes de l'ANC qui a obtenu l'émancipation comme femme seule pour exploiter une entreprise de son propre droit. 
Lorsque le gouvernement Malan commence la mise en œuvre de l'apartheid à la fin des années 1940 et au début des années 1950, elle rejoint les syndicats et la fédération des femmes sud-africaines pour manifester contre cette politique. Elle est arrêtée à deux reprises pour ces activités et inculpée, la deuxième fois, pour trahison, mais n'est pas reconnue coupable des faits reprochés. Elle est cependant forcée d'abandonner son entreprise. 
Elle embrasse dans les années suivantes la doctrine Bahá'íe, prônant l'égalité entre tous les êtres humains.

## Biographie
Nhlumba Bertha Mkhize est née le 6 juin 1889, à Embo, près de Umkomaas dans le sud de la colonie du Natal (actuel KwaZulu-Natal), en Afrique du Sud. 
Vers l'âge de quatre ans, le père de Mkhize meurt et la famille déménage à Inanda, où elle s'est inscrite à l'école du séminaire. Après ses études au séminaire, elle poursuit à l'Ohlange High School,.
En 1907, Mkhize commence à enseigner au séminaire Inanda et y reste les quatre années suivantes. En parallèle, elle prend également des cours de couture. En 1909, elle était légalement émancipée, un processus qui l'oblige à comparaître devant un magistrat avec un document signé de ses tuteurs lui donnant le droit de mener ses affaires sans l'approbation de ses hommes de la famille. C'est une autorisation inhabituelle pour les femmes zouloues de l'époque et elle lui donne le droit de kraal, ou d'ouvrir sa propre affaire. 
En 1911, elle quitte l'enseignement, et déménage à Durban avec son frère. Elle continue à mener des actions d'alphabétisation, travaillant dans un centre pour enfants pendant vingt-cinq ans. Elle se prononce également contre les mesures oppressives utilisées à l'époque pour saper les droits des personnes noires, abattant par exemple leur bétail sous prétexte de combattre le typhus.
Elle rejoint le Congrès National Africain (Ligue féminine (ANCWL), s'implique aussi dans le combat pour les droits des femmes, et participe à ce titre à des marches en 1931 et de 1936. Elle adhère également au syndicat Industrial and Commercial Workers Union participant aux campagnes contre les couvre-feux, les bas salaires, et d'autres restrictions. 
Au début des années 1950, une série de lois restrictives sont adoptées participant à une mise en place progressive des lois de l'apartheid. Ces lois exigent notamment la circulation en zones urbaines. Dès 1950, des protestations contre ces nouvelles lois ont lieu. Elle mène les manifestations à Durban en mars 1950. 
En 1952, elle rejoint environ cinq cents autres femmes pour défiler durant le conseil municipal de Durban dans le cadre de la campagne de défiance au gouvernement, et passe plusieurs mois en prison,.
Elle participe à la création de la Fédération des femmes sud-africaines (FEDSAW). Elle est l'une des femmes qui assistent à la première conférence en 1954 et est désignée comme l'une des vice-présidentes avec Florence Matomela, Lillian Ngoyi, et Gladys Smith. Elles rédigent une Charte des Femmes, qui appelle à une émancipation universelle, indépendamment de la race, et à une égalité des chances dans les domaines des libertés civiles, des droits nationaux, de l'emploi et de rémunération. Deux ans plus tard, Mkhize devient présidente de ANCWL qui tient une manifestation de masse en août 1956 pour montrer la force des femmes de l'opposition à une nouvelle mise en œuvre de femmes de voter les lois. Elle est arrêtée pour trahison dans le milieu de la nuit en décembre 1956, avec d'autres militantes comme Frances Baard, Helen Joseph, Lillian Ngoyi, et Annie Silinga. Elles sont accusées de complot en vue de renverser le gouvernement. Le procès dure quatre ans et demi, aboutissant à des verdicts de non-culpabilité pour les 156 femmes arrêtées lors de ce raid nocturne. 
En 1958, elle découvre le bahaïsme et rejoint ce mouvement le 1er janvier 1959. Le message de cette église lui semble en ligne avec ses propres convictions. Elle tente de reprendre la gestion de son entreprise à Durban, mais en 1965, le conseil de la Ville de Durban force la fermeture de toutes les entreprises africaines. Elle travaille activement dans le Natal et le Zoulouland, pour cette doctrine Bahá'íe, puis s'installe à Eshowe. Elle participe à la création de vingt-huit paroisses de cette église dans la région. En 1968, elle est élue en tant que délégué à l'assemblée bahaïste de l'Afrique du Sud et de l'Afrique de l'Ouest , durant un an. Elle traduit de nombreux textes de la foi en zoulou. Après neuf ans, sa santé commence à se dégrader en 1975. En 1978?, elle lègue sa maison au mouvement bahaïste et retourne à Inanda,.
Mkhize meurt le 3 octobre 1981 à Inanda. Une rue de Durban, Victoria Street, a été rebaptisée en son honneur en 2010. Une sculpture grandeur nature de Mkhize est créée par Cristina Salvoldi et installée au monument du patrimoine national (National Heritage Monument) à Pretoria (dans la réserve naturelle de Groenkloof) près de Johannesbourg, en 2017.